# Estampa (revista de Colombia)
El Semanario Gráfico Ilustrado Estampa o simplemente Estampa, fue una revista semanal colombiana, cuyo primer volumen fue publicado el 26 de noviembre de 1938. En esta revista se escribía sobre temas de actualidad, políticos, artísticos, recetas de cocina y notas de moda, además, ofrecía consejos caseros y traducciones de las historias de los mejores escritores de la época, revolucionando las publicaciones editoriales y permitiendo la lectura para adultos, jóvenes y niños.

## Historia
El origen de la revista Estampa se remonta a los años 30 en Madrid, España. El reconocido escritor colombiano Jorge Zalamea Borda entabla una amistad con su vecino, el español: Fernando Martínez Dorrién, un hombre de negocios que con ayuda de Zalamea logra emigrar a Colombia a mediados de 1938 a causa de la guerra civil española que tenía cabida por esos años. Una de las primeras cosas que hizo al llegar al país fue crear la Editorial Bolívar e importar desde México una vieja rotativa monocolor del semanario deportivo Match l’Intran, logrando así crear el Semanario Gráfico Ilustrado Estampa. Contando con la colaboración en dirección por parte de Zalamea y Gilberto Owen en el puesto de jefe de redacción, la revista comenzó a dar frutos y al cabo de poco tiempo esta ya era considerada como “la publicación más moderna hecha en Colombia”. Teniendo en cuenta el contexto social conservador del país en la primera mitad del siglo XX, esta gaceta que poseía un valor de 20¢ generó un enorme impacto no solo con lo que presentaba, sino que permitió un acceso facilitado a la impresión de otras editoriales, libros, revistas, etc. Marcando un nuevo escenario con aires liberales y modernos, el 26 de noviembre de 1938, la revista vio por primera vez la luz y dejaría una enorme huella en la historia del periodismo colombiano. Tristemente, así como fue un proyecto muy exitoso, también presentó opositores que le declararon la guerra. La revista fue tildada de comunista por parte de los miembros del partido conservador, a su vez fue acusada de ser explotadora por tenerse la creencia de que esta solamente utilizaba a sus empleados en un contexto de malas condiciones económicas. Su principal enemigo fue el diario El Nuevo Siglo, representando al partido azul. Desde afirmar que sus opositores eran “rojos peligrosos”, hasta especulaciones sobre el exilio de Martínez y de cómo Estampa era usada para negocios turbios, Zalamea se retira del cargo de dirección y lo reemplazan: José Umaña Bernal, Jorge Zamora Pulido, Ricardo Tanco y el joven Gilberto Owen. Estos cambios causaron la pérdida del enfoque y esencia que la revista Estampa ofrecía al público, causando que cerrara de golpe a inicios de los años 40, aunque siguió circulando en estado de decadencia hasta el año de 1966, cuando finalmente culmina. 

## Star System
El estudio Star System: representaciones de lo femenino en Colombia de 1930 a 1940, llevado a cabo por Claudia Angélica Reyes Sarmiento en 2015, es una investigación valiosa que se adentra en los enfoques estéticos, la teoría y la historia del diseño gráfico en Colombia durante la primera mitad del siglo XX. Este trabajo no solo ilumina la evolución del diseño gráfico en ese período, sino que también pone de manifiesto el papel fundamental de las mujeres en el contexto de la temprana modernización del país.
En su análisis exhaustivo, Reyes Sarmiento logra unir dos temáticas previamente mencionadas y enfocarlas hacia el ámbito publicitario, destacando su valor histórico. Uno de los aspectos resaltados en esta obra es la relevancia de la revista Estampa y cómo esta publicación abordó diversos temas y recursos en la época de su circulación. Entre estos aspectos destacan:
- Rompimiento de las estructuras simétricas y la rigidez típica de las publicaciones de la época, lo que refleja la innovación en el diseño
- El uso de retículas de 8 columnas como un método para organizar la información de manera efectiva y atractiva.
- La impresión en color sepia, que añadía un matiz distintivo y evocador a las páginas de la revista editorial.

Este estudio no solo proporciona una visión enriquecedora de la historia del diseño gráfico en Colombia, sino que también destaca la importancia de la revista "Estampa" como un ejemplo representativo de la transformación en el diseño gráfico y la publicidad en ese período.

## Temas expuestos en Estampa
- Artículos sobre limpieza del hogar: el incluir consejos y técnicas de limpieza del hogar en esta revista reflejaba la preocupación por la gestión del hogar y el bienestar de las amas de casa. Estos artículos proporcionaban información práctica sobre cómo mantener un hogar limpio y organizado.
- Columnas del sector de la moda femenina: la moda desempeñaba un papel importante en las publicaciones, lo que permitía a las lectoras estar al tanto de las últimas tendencias, consejos de estilo y novedades en el mundo de la moda.
- Columnas sobre productos de belleza y/o cuidado personal femenino: estas columnas ayudaban a las mujeres a mantenerse al día con las tendencias de belleza de la época.
- Caricaturas: aportaban un toque de humor y sátira a la revista, permitiendo a los lectores disfrutar de un alivio cómico y crítico de la vida cotidiana.
- Cuentos infantiles: buscaba entretener y fomentar la lectura entre las audiencias jóvenes.
- Temas como el arte, por ejemplo: artistas de Hollywood, mujeres como locutoras radiales,[3]etc.

Estas son solo algunas de las temáticas y estrategias expuestas en Star System refiriéndose al estudio hecho a la revista Estampa y otras de la época, donde los recursos visuales e informativos abarcan una gran importancia para comprender porqué estas publicaciones eran adelantadas a su época.

## Colaboradores

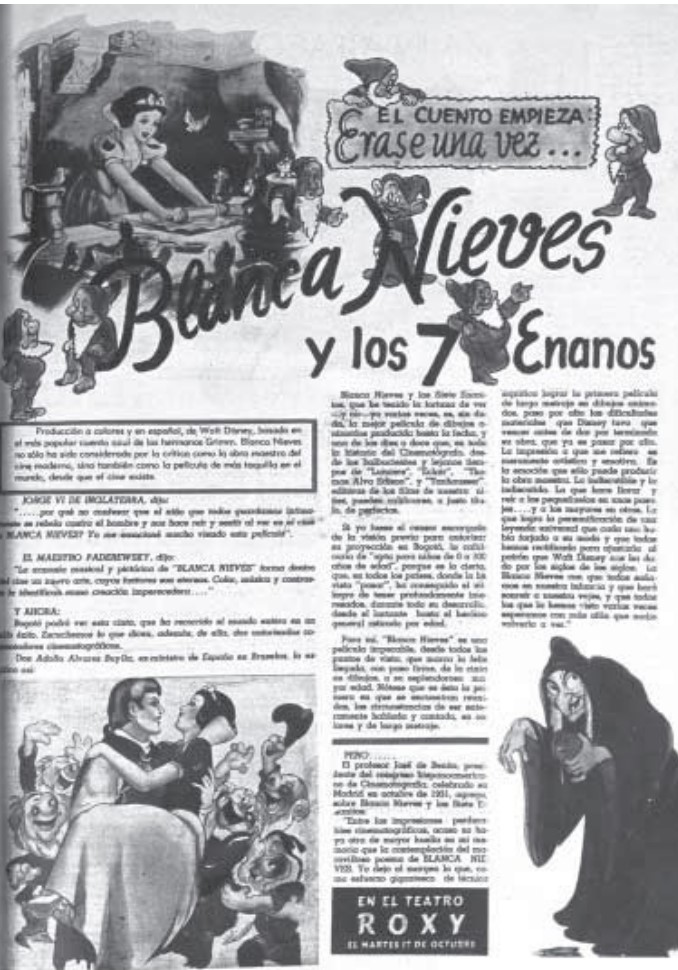
Revista Estampa (Colombia)

Quienes escribían, colaboraban y estructuraban Estampa pudieron explorar y transformar el lenguaje periodístico de la época. La revista les permitía una elaboración superior y un espacio de creatividad que dio paso a lo que es hoy en Colombia la lectura y el periodismo. 
Este grupo de colaboradores estaba compuesto por los mejores poetas, escritores, políticos, fotógrafos, cronistas y caricaturistas, como:
- Lucio Duzán
- Leo Matiz
- León de Greiff
- Otto de Greiff
- José Joaquín Jiménez[4]
- Alejandro Vallejo
- Hernando Téllez
- Sergio Trujillo
- Alberto Lleras
- Jorge Eliécer Gaitán
- Plinio Mendoza Neira
- Edgardo Salazar Santacoloma
- Eduardo Carranza
- Arturo Camacho Ramírez
- Juan Lozano
- Eduardo Zalamea
- Germán Arciniegas
- Gilberto Owen